# Dragoslav Srejović
Dragoslav Srejović (srpski: Драгослав Срејовић) (Kragujevac, 8. listopada 1931. – Beograd, 29. studenog 1996.) je bio srpski arheolog, povjesničar, povjesničar umjetnosti, kulturni antropolog, profesor Sveučilišta u Beogradu i akademik.

## Životopis
Rođen je 8. listopada 1931. u Kragujevcu gdje je završio osnovnu školu i gimnaziju. Na arheološkoj grupi Filozofskog fakulteta u Beogradu diplomirao je 1954. godine, a za asistenta je izabran 1958. godine. Doktorirao je na Filozofskom fakultetu u Beogradu s tezom „Neolitska i eneolitska antropomorfna plastika u Jugoslaviji“ (1964.). Za docenta za predmet prapovijesne arheologije postavljen je 1965. godine, za izvanrednog profesora 1970. i redovnog profesora 1976. godine.
Rukovodio je arheološkim iskopavanjima 67 prapovijesnih i antičkih lokaliteta u Srbiji, Bosni i Hercegovini, Crnoj Gori (Duklja, Srebrenica, Lepenski vir, Vlasac, Divostin, Gamzigrad, Šarkamen i dr.). Objavio je više od 200 radova u zemlji i inozemstvu. Za knjigu Lepenski Vir dobio je Oktobarsku nagradu Beograda (1970.). Za dopisnog člana SANU izabran je 1974., a za redovnog 1983. godine. Bio je direktor Galerije SANU od 1989., a potpredsednik SANU od 1994. godine.
Po jedna ulica u Beogradu, Novom Sadu i Kragujevcu nose njegovo ime.
Preminuo je 29. studenog 1996. godine u Beogradu, a sahranjen je 3. prosinca u Kragujevcu.

## Djela

### Najvažnija djela
- Praistorija (1967.)
- Lepenski Vir – Nova praistorijska kultura u Podunavlju (1969.)
- Europe's First Monumental Sculpture: New Discoveries at Lepenski Vir (1972., London)
- Muzeju Jugoslavije (1973.)
- Lepenski Vir – Eine vorgeschichtliche Geburtssatte europaischer Kultur (1973., Bergisch Gladbach)
- Vlasac – Mezolitsko naselje u Đerdapu (s Gorkom Leticom, 1978.)
- Rečnik grčke i rimske mitologije (s Aleksandrinom Cermanović, četiri izdanja: 1979., 1987., 1989., 1992.)
- Umetnost Lepenskog Vira (s Ljubinkom Babović, 1983.)
- Musei della Iugoslavia (1983., Milano)
- Rimska skulptura u Srbiji (s A. Cermanović, 1987.)
- Leksikon religija i mitova drevne Evrope (s A. Cermanović, dva izdanja: 1992., 1996.)
- Imperial Mausolea and Consecration Memorials in Felix Romuliana (Gamzigrad, istočna Srbija) (s Čedomirom Vasićem, 1994.)
- Prazno polje (dva izdanja, 1996.)
- Srejović, Dragoslav. 1996. Illiri e Traci. Jaca Book. Milano.
- Arheološki leksikon (1997.)
- Ogledi o drevnoj umetnosti (1998.)
- Srejović, Dragoslav. 2002. Iliri i Tračani: O starobalkanskim plemenima. Srpska književna zadruga. Beograd.

### Priredio za tisak
- Divostin and the Neolithic of Central Serbia}- (koautor Alan McPherron, 1988., Pittsburgh)
- The Neolithic of Serbia (1988.)
- Vinča and its World (1990.)
- Arheologija i prirodne nauke (1992.)
- Rimski gradovi i palate u Srbiji (1993.)
- Roman Imperial Towns and Palaces in Serbia (1993.)
- The Age of Tetrarchs (1995.)

## Fondacija
Fondacija Dragoslav Srejović za kapitalne znanstvene i umjetničke projekte osnovana je 1996. godine s ciljem stvaranja uvjeta za pomoć razvoja stvaralaštva i ostvarivanje planova SANU. Fondacijom upravlja odbor u čijem su sastavu osnivači, znanstveni i kulturni radnici i stručnjaci. Donatori su ustanove kulture, privredne i financijske institucije.

## Galerija
- Aleksandar Despić, Dragoslav Srejović i Dušan Kanazir
- Aleksandar Despić i Dragoslav Srejović

## Vanjske poveznice
- Životopis na stranici SANU-a
- Vlasac - mezolitsko naselje u Đerdapu, Dragoslav Srejović, Zagorka Letica, Tom 1, arheologija, SANU, Beograd, 1978. (Odlomci)
- Mezolitske osnove neolitskih kultura u Južnom Pomoravlju, Dragoslav Srejović, Elektronsko izdanje – zajednički poduhvat TIA Janus i Ars Libri, Beograd, 2001.
- Gej-Srbija: Dragoslav Srejović